# Georges Degorce
Georges Léo Nicolas Degorce né le 25 mai 1894 à Quaregnon et mort le 11 décembre 1943 à Moret-sur-Loing est un peintre et graveur au burin français d'origine belge.

## Biographie
Né de parents français, élève de Charles Albert Waltner et François Flameng, Georges Degorce expose dès 1912 au Salon des artistes français et y obtient une mention honorable en 1913, une médaille de bronze en 1921 ainsi qu'une bourse de voyage. Il prend part aussi au Salon des indépendants de 1928 et 1929 en y exposant des nus et des paysages. 
Il prend part à la Première Guerre mondiale dans l'aviation (1916) et est membre de l'escadrille 155.
Deuxième second grand prix de Rome de gravure en 1920, on lui doit une quinzaine de gravures et parfois aussi le dessin de timbres français,, et une trentaine pour Monaco.
Il s'est installé dans la région parisienne où il a épousé la fille du peintre Paul Lecomte (1842-1920) et sœur du peintre Paul-Émile Lecomte (1877-1950).
Georges Degorce meurt le 11 décembre 1943 à Moret-sur-Loing.

Œuvres de Georges Degorce
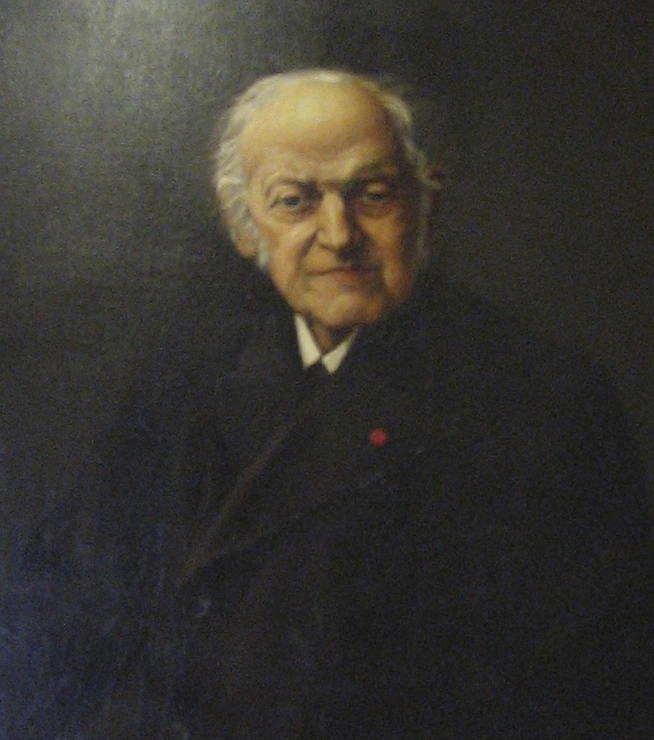
Portrait de Charles Lyon-Caen, La Haye, palais de la Paix.
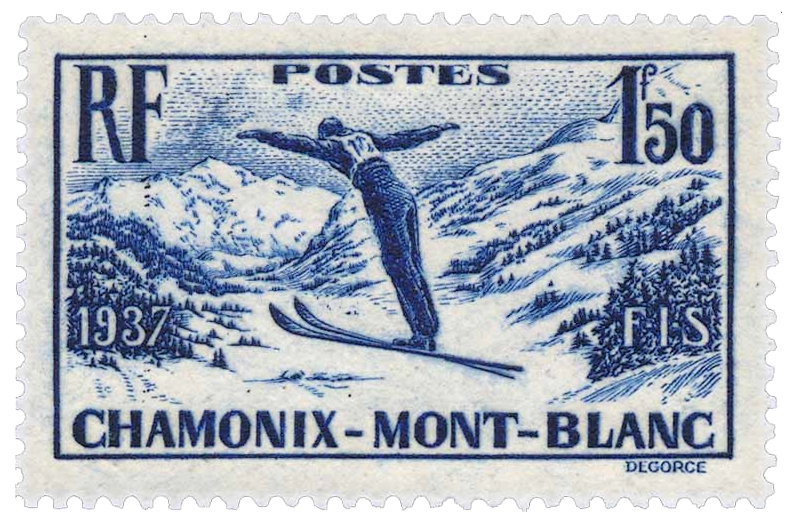
Timbre commémoratif français émis en 1937.
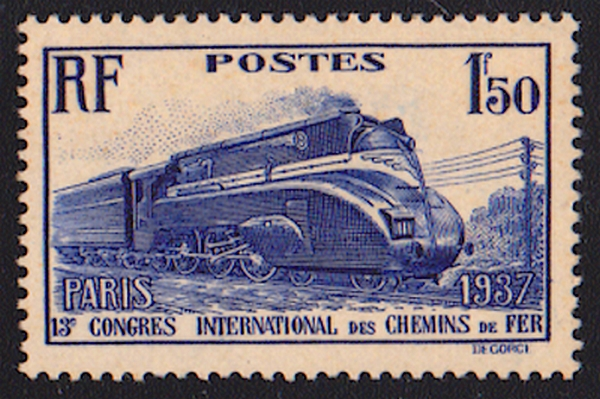
Timbre commémoratif français émis en 1937.
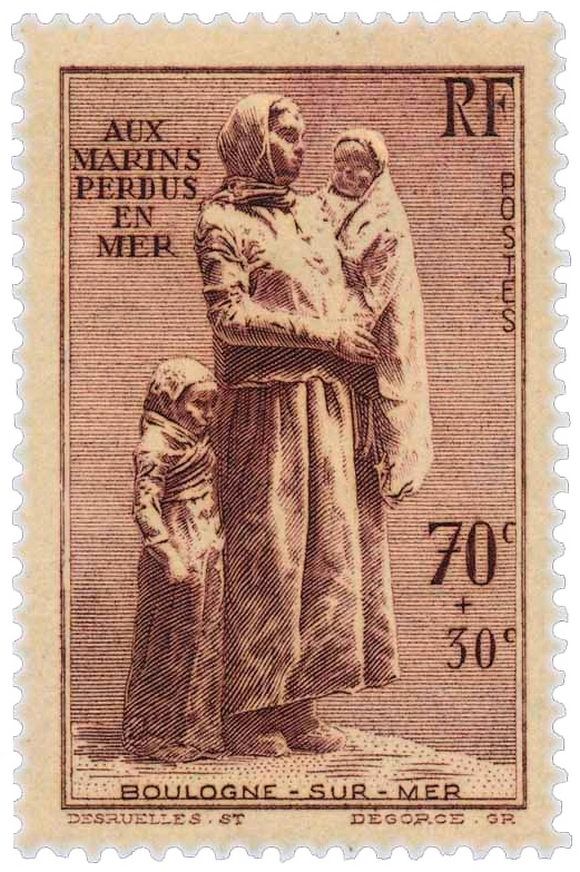
Timbre de bienfaisance français émis en 1939
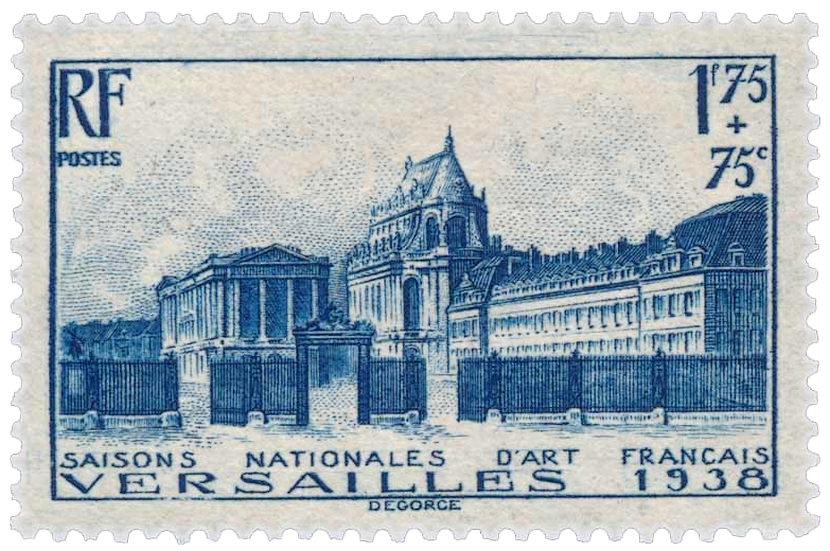
Timbre commémoratif français surtaxé émis en 1936